# 雲外鏡

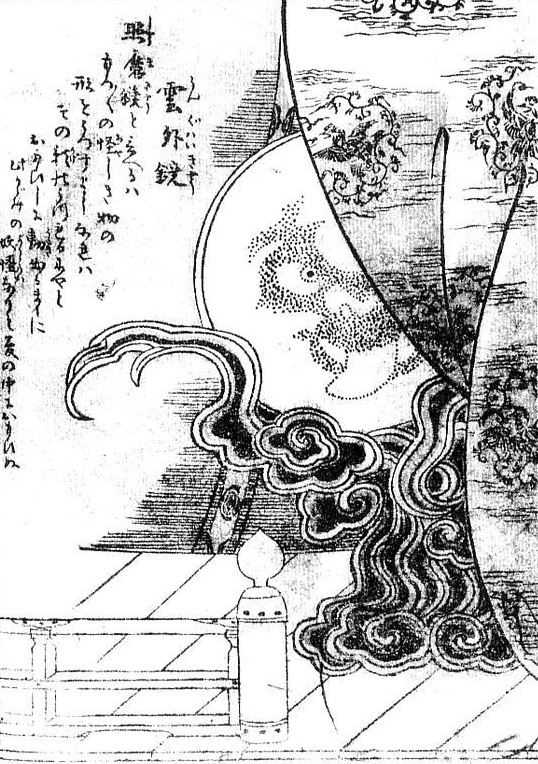
鳥山石燕『百器徒然袋』より「雲外鏡」

雲外鏡（うんがいきょう） は、江戸時代の浮世絵師・鳥山石燕の妖怪画集『百器徒然袋』にある日本の妖怪の一つで、鏡の妖怪。

## 概要
石燕は、『百器徒然袋』（天明4/1784年刊）の「雲外鏡」を、悪戯そうに（舌を出した）顔をした丸鏡が、古木のような台に乗っかった、立ち姿に描いている。『百器徒然袋』解説文は、以下のとおり：
石燕も述べるように、照魔鏡とは、魔物の正体を明らかにするといわれている伝説上の鏡であるが、のこりの文章は、「[石燕が]按ずるに、その妖魔の影が鏡に移り住んで、この鏡の妖怪が思うままに動けるようにさせたのではないか、そんなふうに夢ながらに思った」というような内容だと解釈されている。
照魔鏡については、殷の紂王を堕落させた美女・妲己の正体を見破ったとされる内容が、明代の小説『封神演義』を日本語に翻案した『通俗列国志』にみつかる。
『百器徒然袋』の雲外鏡は、その照魔鏡をもとにして石燕が創作した妖怪といわれており、絵は化け物のような妖しい顔が浮かび上がった鏡の姿で描かれている（画像参照）。また、名称の雲外鏡は、多くの妖怪について記述された中国の地理書である『山海経』（せんがいきょう）の名に掛けたものとの説もある。

## 昭和・平成以降
平成以後の妖怪関連の書籍では、百年を経た鏡が妖怪と化した付喪神（器物が化けた妖怪）であり、妖怪となった自分自身の顔を鏡面に映し出しているもの、または照魔鏡に映された妖怪たちが照魔鏡を操って動かしているもの、などと解釈され解説されることが多い。
妖怪漫画家・水木しげるの著書には、旧暦8月（葉月）の十五夜に月明かりのもとで水晶の盆に水を張り、その水で鏡面に怪物の姿を描くと、鏡の中にそれが棲みつくという伝説が記されている。

### 狸の形状をしたもの
1968年の映画『妖怪大戦争』（大映）に登場している「雲外鏡」は狸の姿をした妖怪としてデザインされている。息を吸い込んで腹を大きくふくらませて様々な場所の様子をテレビのように映す能力をもっており、劇中でもその能力を使用している。
昭和以降の児童向け妖怪図鑑では、雲外鏡は腹に鏡をつけた狸のような姿の妖怪であるとか、自らの体に様々なものを映し出すことができる、などと解説されることが少なくないが、妖怪探訪家・村上健司の指摘によれば、それらはこの映画における雲外鏡の影響下にあるものであるとしている。